# Johannes Blanchovius
Johannes Petri Blanchovius, född 1570 i Torsåker, död 1612 i Umeå, var en svensk professor, hovpredikant och kyrkoherde.
Johannes Blanchovius var son till kyrkoherden Petrus Oestani Blanck, som var son till en förmögen bonde i Hälsingtuna. Fadern var kyrkoherde i Rogsta och Torsåker. Blanchovius mor var troligen Gunborg, syster till Anders Sigfridsson som är stamfader för ätten Rålamb. 
Johannes Blanchovius var en brådmogen intellektuell som redan vid femton års ålder var den sjuttonårige Johannes Bureus lärare i hebreiska. 1590 inskrevs Blanchovius vid Universitetet i Wittenberg. År 1596 tryckte han en almanacka, blev samma år filosofie lektor i Strängnäs, och promoverades till filosofie magister i Wittenberg år 1600. Efter att ha varit teologie lektor i Strängnäs, kallades Blanchovius till hovet som präst hos Karl IX.
Johannes Olai Anthelius avsade sig sin teologie professur vid Uppsala universitet år 1604, och Blanchovius blev hans efterträdare, dock med förbehåll hos övriga professurer att han skulle ersättas så snart en lämpligare kandidat hittades. Han deltog i det utskott som utarbetade Karl IX:s kungaförsäkran om religionen. 1608 var Blanchovius universitetets prorektor.
1608 befallde kungen Blanchovius att lämna universitetet, och professorerna i Uppsala anhöll då att han skulle få tillträda tjänsten som kyrkoherde i Umeå landsförsamling eftersom han tjänat så länge som lektor i Strängnäs och på universitetet. Han torde ha tillträtt tjänsten 1609, och han benämnes præpositus Westerbotniæ samma år som han avled, 1612.
Blanchovius hustru hette Malin. Deras son Johan adlades med namnet Blanck.